# Pension Schöller (1997)
Pension Schöller ist ein deutsches TV-Lustspiel von Hartmut Ostrowsky und Jürgen Wölffer aus dem Jahr 1997, das lose auf dem gleichnamigen Lustspiel von Wilhelm Jacoby und Carl Laufs aus dem Jahre 1890 basiert. Die Hauptrollen des Fernsehschwanks sind mit Elisabeth Wiedemann, Winfried Glatzeder, Herbert Köfer, Achim Wolff und Friedrich Schoenfelder besetzt.

## Handlung
Gutsbesitzer Philipp Klapproth reist in die Großstadt Berlin und möchte sich hier gern eine Irrenanstalt von innen ansehen. Einer seiner Stammtischbrüder hatte von amüsanten Partys berichtet, die angeblich in solchen Etablissements stattfinden würden, und Klapproth wittert hier ein Geschäft. Um in seinem Anwesen in Kyritz ein solches Sanatorium einzurichten, will er deshalb in Erfahrung bringen, wie es dort so zugeht. Sein Neffe Alfred soll ihm dabei helfen. Dieser hält es für schwierig, die verschlossenen Türen einer Irrenanstalt so einfach zu bezwingen, und kommt deshalb auf die Idee, die Pension Schöller dafür zu nutzen, weil die Bewohner dort ziemlich exzentrisch seien. Da ihm sein Onkel als Gegenleistung für seine Bemühungen das Startkapital für ein eigenes Cafe in Aussicht gestellt hat, tut er alles, um den Wunsch des Onkels zu erfüllen. In Franziska Schöller, der geschäftstüchtigen Tochter des Pensionsbetreibers, hat er eine Verbündete. Während Alfred skeptisch bleibt, ob die Idee funktioniert, ist sein Onkel begeistert, seine ersten „Irren“ kennenzulernen.
Pensionsbetreiber Schöller begrüßt Philipp Klapproth, der sogleich den Eindruck hat, dass Schöller als Direktor auch „einen an der Klatsche“ hat. Als Nächstes erscheint der exzentrische Major a. D. von Mühlen, der alle seine Mitmenschen behandelt, als sei er noch immer beim Militär. Schöller, als guter Gastgeber, spielt dieses Theater stets mit, was Klapproth in seiner Einschätzung über Schöller bestärkt. Ein weiterer Gast der Pension ist die Schriftstellerin Josephine Zillerthal, die ständig auf der Suche nach neuen Geschichten für ihre Romane ist und etwas verträumt durch die Welt zu wandeln scheint. Im Gespräch gaukelt Klapproth ihr vor, alle ihre Romane gelesen zu haben. Im Gegenzug will Zillerthal seine Lebensgeschichte wissen, um daraus einen Roman zu machen. Klapproth denkt sich deshalb eine haarsträubende Biografie aus und verwickelt sich dabei oft in Widersprüche. Gast Fritz Bernhardy rettet ihn vor weiteren Blamagen und verwickelt ihn in ein Gespräch. Besser gesagt, hält er ihm einen regelrechten Vortrag über seine Reisen und Abenteuer in aller Welt. Klapproth amüsiert sich köstlich und lernt nun auch Schöllers Sohn Eugen kennen, der unbedingt Schauspieler werden will, aber einen Sprachfehler hat. Er kann seit einem traumatischen Erlebnis kein „L“ mehr sprechen, sondern stattdessen ein „N“. Eugens Schauspiel-Übungen empfindet Klapproth als Krönung des Irrenhauslebens schlechthin.
Wieder zu Hause in Kyritz, steht plötzlich Weltenbummler Bernhardy vor Klapproths Tür und auch Major a. D. von Mühlen erscheint kurz darauf. Philipp Klapproth erschrickt und denkt natürlich, die Männer seien aus der Nervenheilanstalt Schöller ausgebrochen. Umgehend schickt er an Ludwig Schöller ein Telegramm, damit er seine Insassen wieder abholt. Es dauert nicht lange, und auch Josephine Zillerthal und Eugen Schöller treffen ein. Nacheinander sperrt Klapproth die ungebetenen Gäste in freie Zimmer ein, wobei für Eugen nur noch der Kleiderschrank übrig bleibt.
Als Ludwig Schöller erscheint, ist Klapproth zwar erleichtert, muss aber nun hören, dass er angeblich Schöllers Tochter heiraten soll. Franziska hätte es ihm gebeichtet, doch beide ahnen nicht, dass sie dabei an Klapproths Neffen Alfred gedacht hatte. Klapproth ist nun selbst mit den Nerven am Ende und erleichtert, als sich der ganze Irrtum aufklärt. Klapproths Schwester, die ihrem Bruder den Haushalt führt, verliebt sich am Ende in Bernhardy und auch Alfred ist glücklich mit seiner Franziska. Selbst Eugen Schöller verliert nach einem kleinen Sturz seinen Sprachfehler.

## Produktion
Der Film hatte am ersten Weihnachtsfeiertag 1997 im Mitteldeutschen Rundfunk seine Fernsehpremiere. Im Januar 2017 wurde der Film von der Telepool auf DVD veröffentlicht.

## Kritik
Der Deutsche Filmdienst attestierte dem Fernsehschwank ein „zufriedenstellendes Ergebnis“ und meinte, dass das Werk „ganz von der Verwechslungs- und Situationskomik lebt“.